# 유부초밥

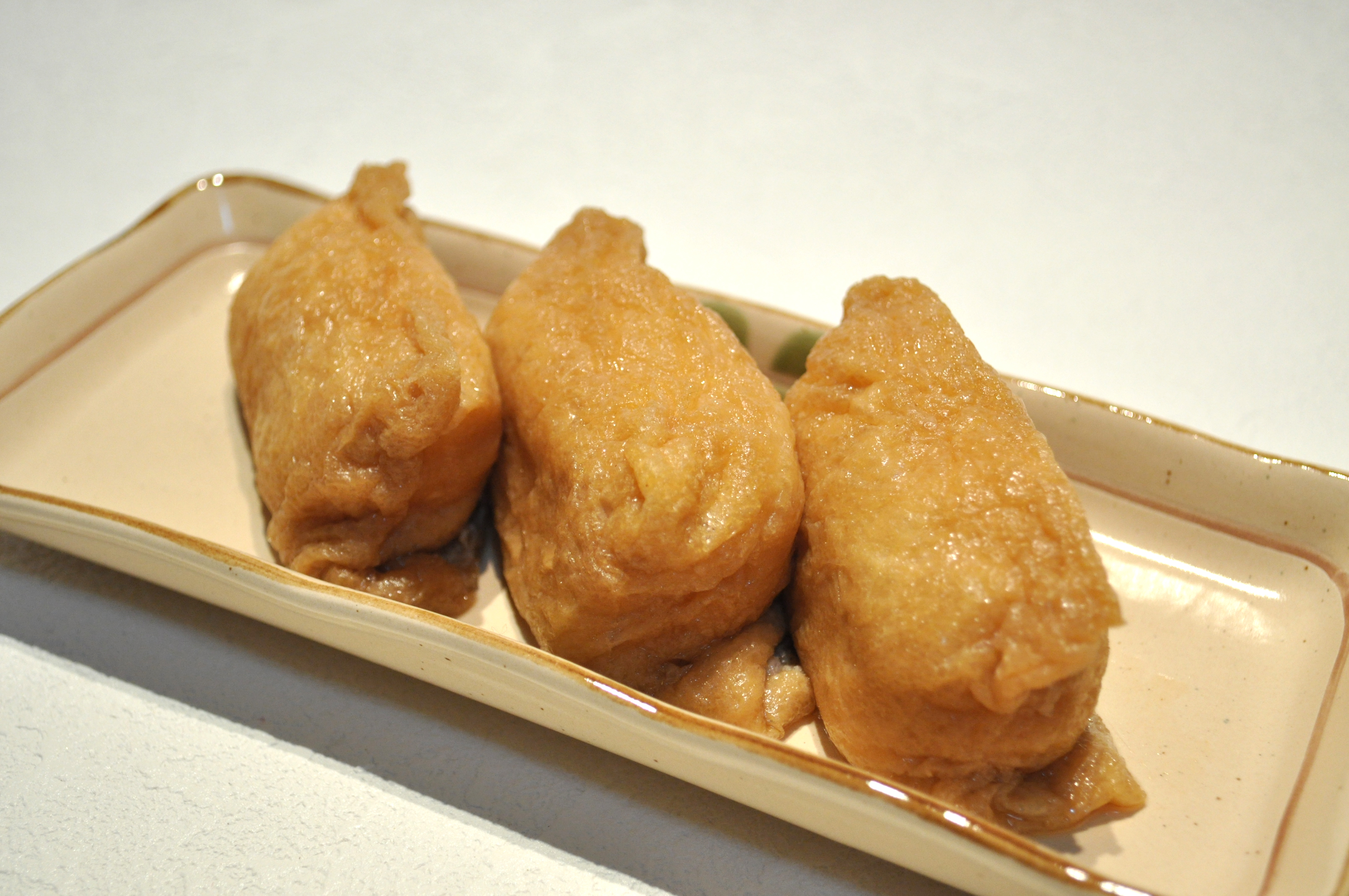
유부초밥

유부초밥(油腐醋-, 일본어: 稲荷寿司 이나리즈시[*])은 유부 속에 초를 친 밥을 채워 만든 초밥이다.

## 만드는 법
밥을 고슬고슬하게 지어 설탕·식초·소금으로 간한다. 유부는 끓는 물에 살짝 데쳐서 기름기와 물기를 없앤다. 간장·설탕·맛술·물을 넣어 조린다. 이때 찢어지지 않도록 조심한다. 삼각형이 되도록 사선으로 자른다. 밥에 검은 깨와 참깨를 넣어서 섞기도 한다. 유부 속에 밥을 넣어서 채운다. 밥에 당근·우엉·쇠고기·버섯 등을 잘게 다져 함께 넣기도 한다.

## 같이 보기
- 유부